# Klawkowo
Klawkowo (kaszub. Klôwkòwò, niem. Grünsberg) – wieś w Polsce, w województwie pomorskim, w powiecie chojnickim, w gminie Chojnice.

## Nazwa
13 lutego 1950 r. zmieniono nazwę miejscowości z Grünsberg na Klawkowo.

## Administracja
W latach 1975–1998 miejscowość należała administracyjnie do województwa bydgoskiego.

## Położenie
Klawkowo sąsiaduje z północno-wschodnim przedmieściem Chojnic.